# Francisco Cepeda
Francisco Cepeda (Sopuerta, 8 de març de 1906 - Grenoble, França, 14 de juliol de 1935) fou ciclista en ruta basc, que es convertí en la primera víctima mortal del Tour de França.

## Biografia
Conegut com el negre de Sopuerta per la seva pell, debutà amb la secció ciclista de l'Athletic Club de Bilbao, on va córrer durant dos anys. Durant el servei militar, Cepeda, seria cedit a l'equip ciclista del Reial Madrid.
De mica en mica, s'aniria convertint en la gran esperança del ciclisme espanyol, tot i haver d'abandonar a les edidicons del 1931 i 1933. A l'edició de 1935, durant el descens del Coll del Galibier patiria una caiguda que el deixà greument ferit i que l'obligaria a ser traslladat a Grenoble, on moriria tres dies després, convertint-se en el primer ciclista mort a la cursa.

## Palmarès
- 1925
  - 1r al Circuit de Getxo
- 1929
  - 1r al Circuit de Getxo
  - 1r al Gran Premi Pascuas
  - 1r a la Volta a Àlaba

### Resultats al Tour de França
- 1930. 27è de la classificació general
- 1931. Abandona (20a etapa)
- 1933. Abandona (1a etapa)
- 1935. Caiguda mortal en la 7a etapa

### Resultats a la Volta a Espanya
- 1935. 17è de la classificació general